# کارلو کلریچی
کارلو کلریچی (ایتالیایی: Carlo Clerici; ۳ سپتامبر ۱۹۲۹ – ۲۸ ژانویهٔ ۲۰۰۷) دوچرخه‌سوار اهل ایتالیا بود.
وی در مسابقات کشوری و بین‌المللی در مجموع برندهٔ ۱ مدال نقره شده‌است.